# Kaple svaté Anny (Luka)
Kaple svaté Anny je římskokatolická hřbitovní kaple v Lukách v okrese Karlovy Vary. Stojí v nároží hřbitova asi 400 metrů jihozápadně od vesnice. Kaple je chráněna jako kulturní památka.

## Historie
Kaple byla postavená v letech 1648–1653 na starším hřbitově založeném již v roce 1612. Roku 1710 získala nový malovaný kazetový strop, ale již o sedm let později musel být opraven. Pravděpodobně během první světové války byl zrekvírován zvon, který byl nahrazen hned na konci války v roce 1918 darem Kathariny Glötzlové ze Záhoří. Po druhé světové válce kaple přestala sloužit svému účelu, chátrala a postupně byla vykrádána a ničena vandaly, takže z vybavení se zachovaly jen poškozené oltáře a kazatelna.

## Stavební podoba a vybavení
Kaple má obdélný půdorys ukončený čtverhranným presbytářem, který od lodi odděluje polokruhový vítězný oblouk. Fasády jsou členěné pouze okny s odsazeným polokruhem. Obdélné vstupní portály se nacházejí v jihozápadní a jihovýchodní zdi. Budovu kryje valbová střecha se šestibokou zvonicí. Uvnitř stávala dřevěná kruchta se zlidovělými obrazy ze života Panny Marie. Portálový sloupový oltář pochází z doby okolo roku 1650. Jeho součástí bývala soška svaté Anny Samétřetí a sousoší Nejsvětější Trojice v nástavci. Na bočním boltcovém oltáři byl obraz svaté Anny.

## Galerie

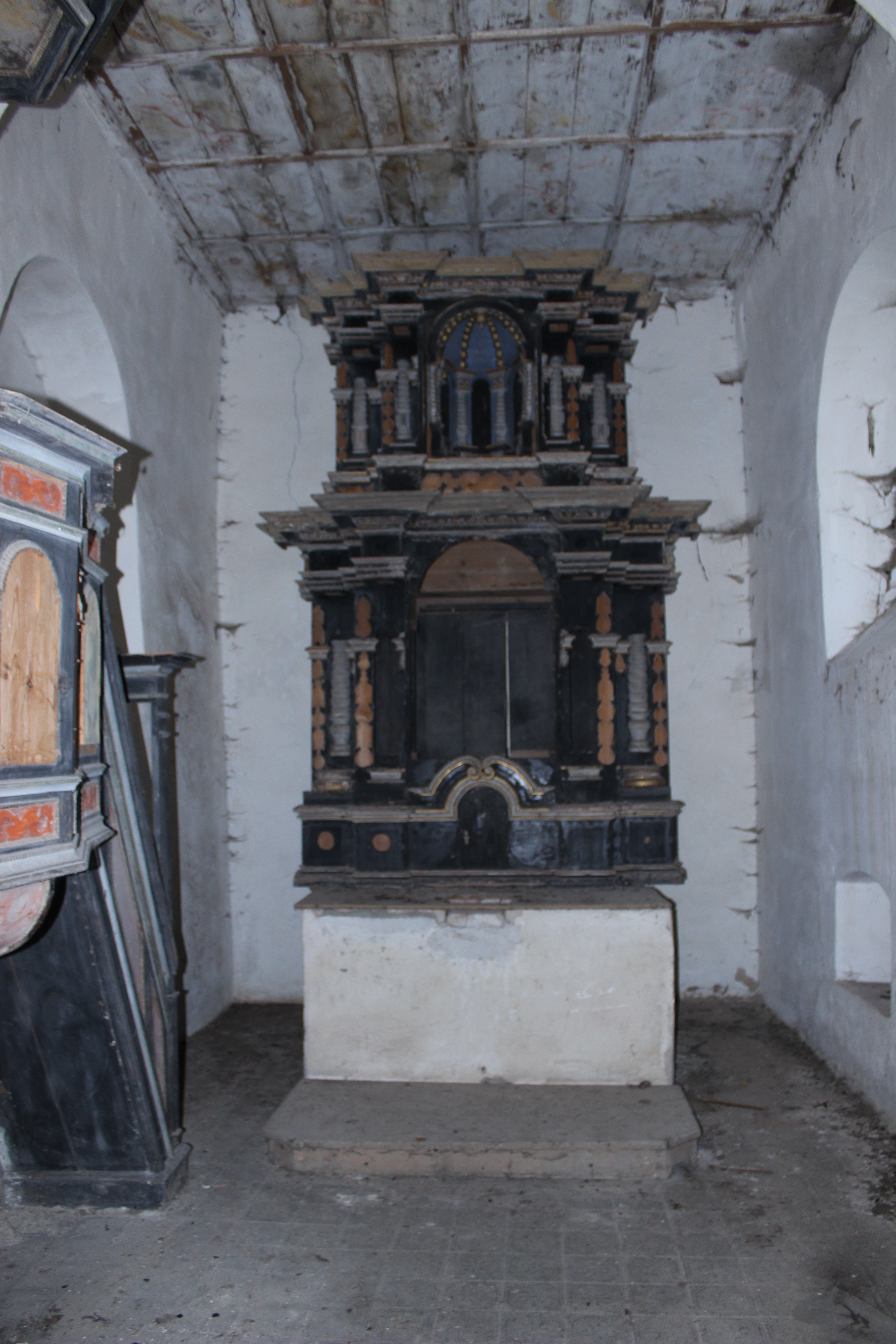
Oltář
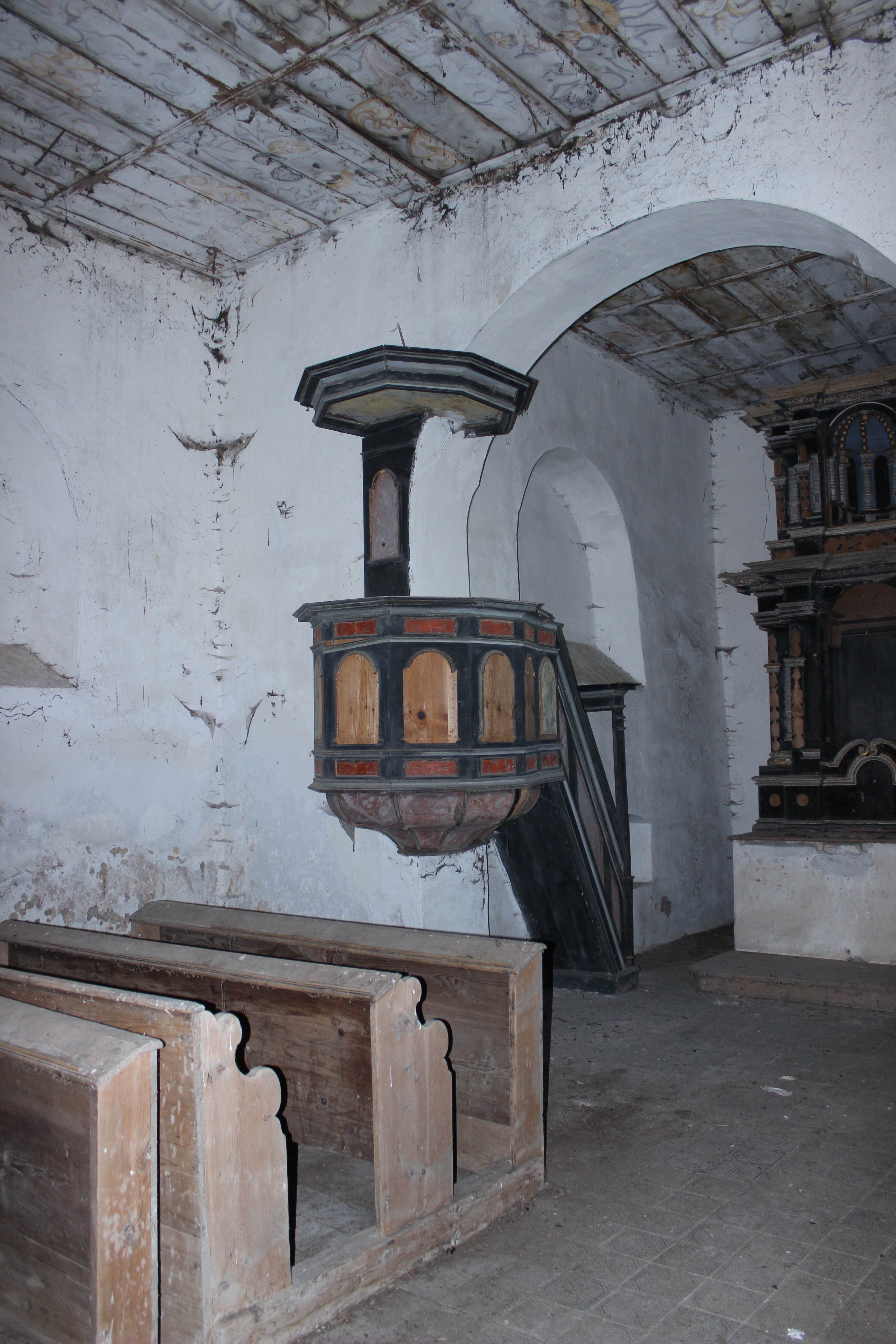
Kazatelna
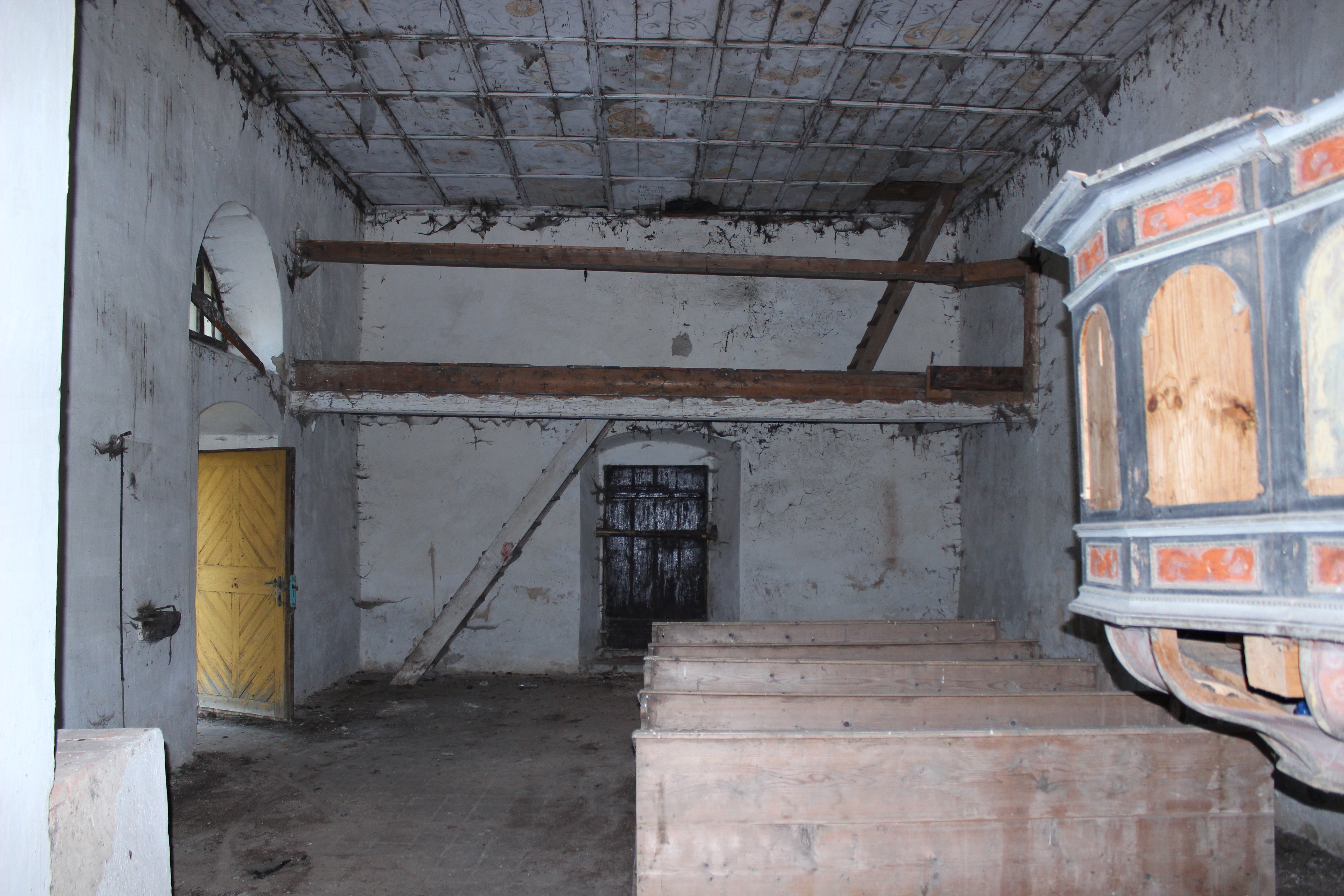
Loď
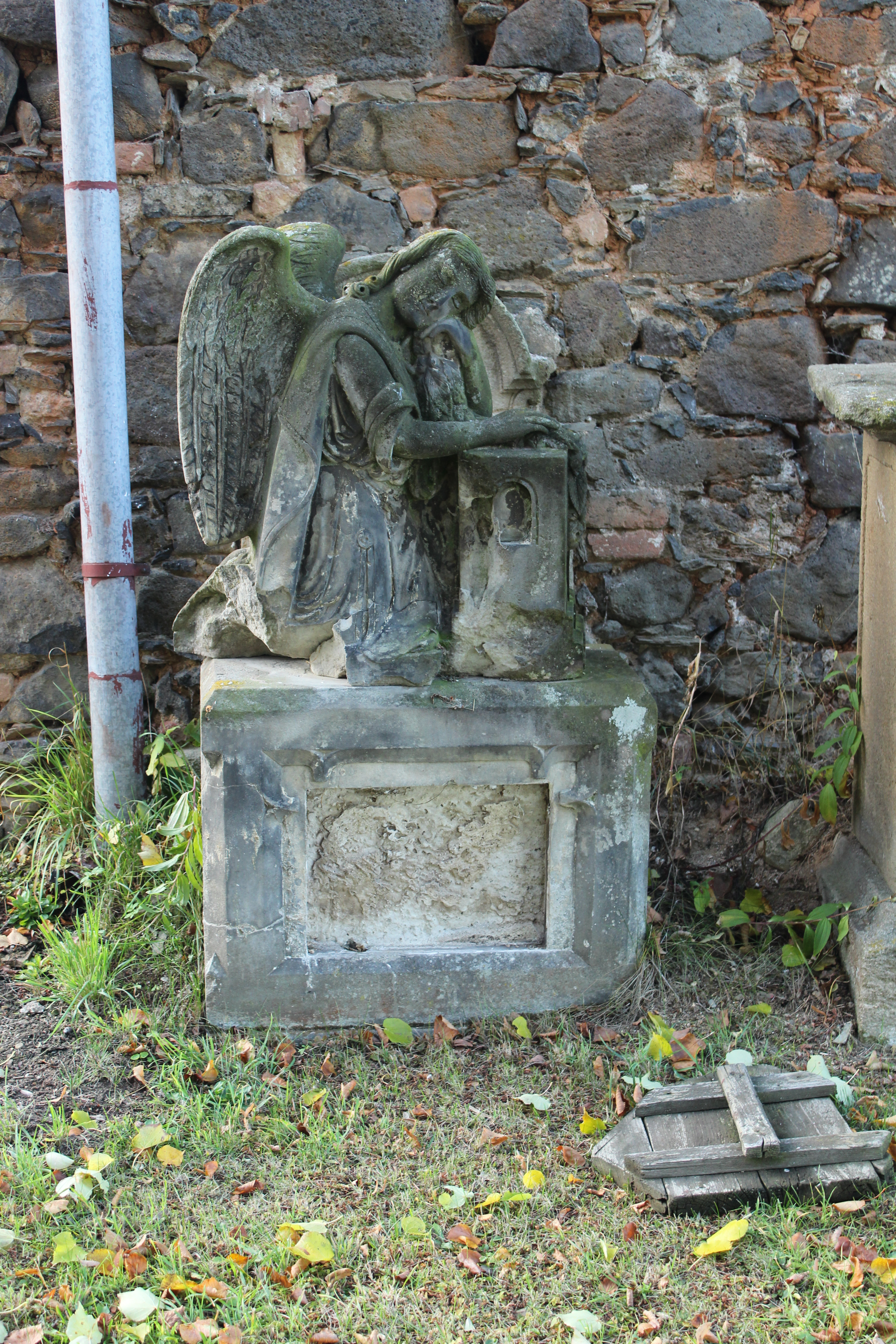
Náhrobek na hřbitově